# Le Courrier graphique
Le Courrier graphique. Revue des arts graphiques est une ancienne revue française du XXe siècle consacrée aux arts graphiques et publiée à Paris. Elle a été publiée pour la première fois en 1936 et a cessé avec le no 118 en 1962. Elle était produite sous la direction d'Albert Cymboliste et le rédacteur en chef était Pierre Mornand